# Groote Bontekoe
Groote Bontekoe is een buurtschap in de gemeente Leeuwarden, in de Nederlandse provincie Friesland. Groote Bontekoe ligt tussen de stad Leeuwarden en Jelsum, ten westen van de N357 en ten oosten van de Vliegbasis Leeuwarden. De buurtschap bestaat uit een rijtje huizen aan de Tsjessingawei.  

## Geschiedenis
De buurtschap is waarschijnlijk in de 17e eeuw ontstaan nadat er een paardenstalling werd gebouwd door een eigenaar van een huis aldaar. Uit het Stadsboek van Dokkum bleek dat vanuit het noorden Leeuwarden lastig te bereiken was. zo was er ten tijde van de Tachtigjarige Oorlog geen brug over de Dokkumer Ee. Door de komst van een paardenstalling, met later een herberg waren er meer woningen nodig en ontstond de buurtschap.
Deze herberg heette De Groote Bontekoe, waarvan de plaatsnaam dus is afgeleid. Op het eerste huis in de buurtschap staat nog altijd deze naam. 
Nadat de bewoners bij de gemeente nul op het rekest kregen, legden de bewoners van de buurtschap in meerdere fases tussen 1894-1901 zelf een verharde weg aan richting Engelum. Later in de twintigste eeuw moest een deel van de weg wijken voor de vliegbasis en sindsdien ligt de buurtschap aan een doodlopende weg.
Steden, dorpen en gehuchten: Aegum · Baard · Beers · Britsum · Cornjum · Finkum · Friens · Goutum · Grouw · Hempens · Hijlaard · Hijum · Huins · Idaard · Irnsum · Jellum · Jelsum · Jorwerd · Leeuwarden · Lekkum · Lions · Mantgum · Miedum · Oosterlittens · Oude Leije · Roordahuizum · Snakkerburen · Stiens · Swichum · Teerns · Warstiens · Wartena · Warga · Weidum · Wirdum · Wytgaard

Buurtschappen: Abbengawier · Angwier · Baardburen · Bartlehiem (deels) · Barrahuis · De Hem · Domwier · Fons · Groote Bontekoe · Gotum · Hezens · Horne · Hofland · Hoptille · Marwird · Midsburen · Naarderburen · Noordend · Oude Schouw (deels) · Poelhuizen · Rewerd (deels) · Schillaard · Schrins · Tichelwerk · Tjaard · Tjeintgum · Truurd · Tsienzerburen · Vensterburen · Vierhuis · Vrouwbuurtstermolen (deels) · Wammerd · Wiel · Wieuwens · Wilaard · Zuiderburen · Zuiderend

Voormalige buurtschappen: De Drie Romers · Hoek

Friesland: Steden en dorpen      Nederland: Provincies · Gemeenten